# 정현룡
정현룡(鄭見龍)은 정유재란 때 인물이다.

## 개요
정현룡(鄭見龍)은 정유재란 때 의병이 되었다가 전세가 불리하자, 가토 기요마사에게 항복하였다.
항복하면서, '나를 위하면 임금이고 나를 학대하면 원수다. 누구를 부린들 신하가 아니며, 누구를 섬긴들 임금이 아니겠는가(撫我則后 虐我則讎 何使非臣 何事非君)라는 말을 남겼다.
정문부가 의병을 일으켜 가토 기요마사를 치려고 할 때, 일본군 진영에서 탈출하여 함경도 민병대에 합류하였다. 스스로 일본군 진영에서 도망 나왔으므로, 정문부가 선처 했다고 보여지는 대목이며 정현룡은 다시 의병대에 합류하였다.